# Stereochemie
De stereochemie vormt een onderdeel van de scheikunde en omvat de studie van de ruimtelijke opbouw van (vooral organische) verbindingen, de moleculaire symmetrie en de gevolgen daarvan op de manier hoe stoffen met elkaar reageren. Naast de manier waarop atomen in een molecule aan elkaar gekoppeld zijn, is ook de ruimtelijke oriëntatie van de atomen belangrijk bij de studie van de stereochemie. 

## Geschiedenis

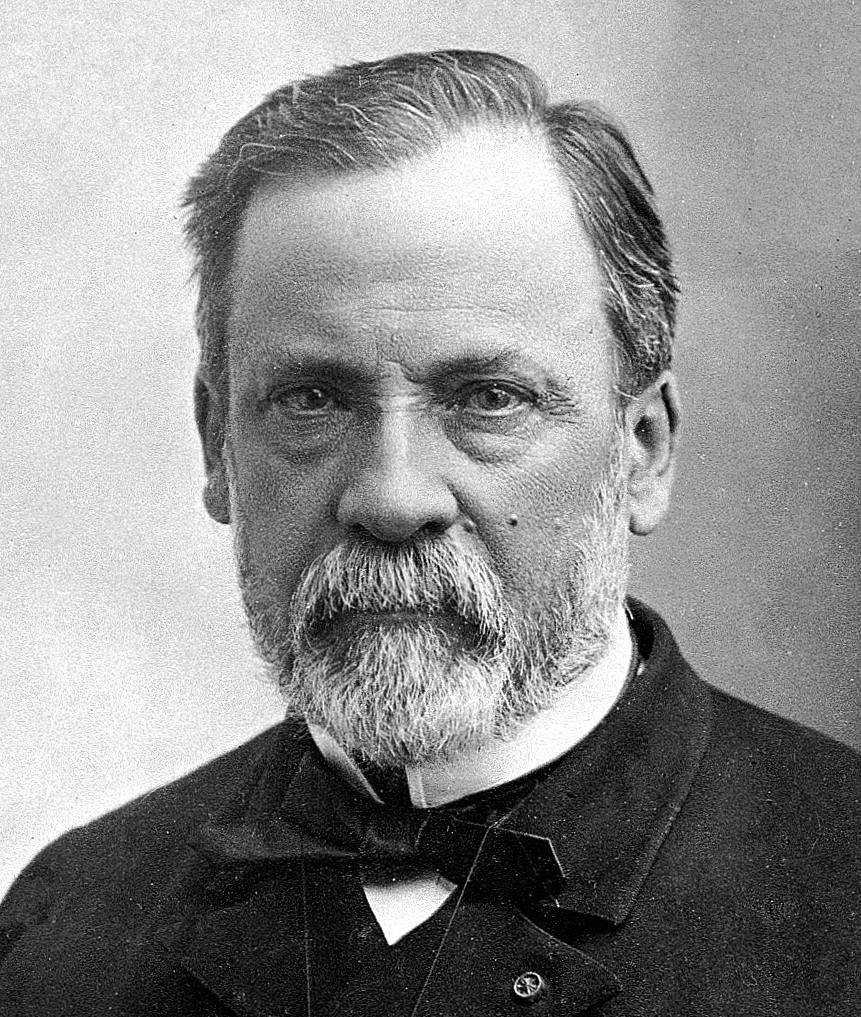
Louis Pasteur

Bij het bestuderen van gekristalliseerd wijnsteenzuur viel het Louis Pasteur op dat er twee typen kristallen waren. De kristallen waren gelijk van vorm, maar de schuine vlakken vormden precies elkaars spiegelbeeld. Dit is vergelijkbaar met linker- en rechterhandschoenen die niet identiek zijn, maar waarbij de posities voor duim en pink gespiegeld zijn.
In de organische chemie zijn ook andere vormen van stereochemie ontdekt, met als voornaamste de cis- en trans-isomerie, zowel rond de dubbele binding als in cyclische verbindingen.
In de geschiedenis van de scheikunde is de stereochemie eerst ontwikkeld vanuit de organische chemie. Met de ontdekking van de coördinatieverbindingen werd duidelijk dat stereochemie ook in de anorganische chemie een rol speelt.

## Stereo-isomerie

### Koolstof algemeen
Het element koolstof speelt een centrale rol in de organische chemie. Dit atoom kan, aangezien het tetravalent is, 4 bindingen aangaan. Als aan een dergelijk koolstofatoom vier verschillende groepen gebonden zitten, treedt isomerie op omdat deze groepen op 2 verschillende manieren ruimte kunnen geschikt worden. In dit specifieke geval wordt gesproken van optische isomerie (of enantiomerie) en bevindt er zich een chiraal centrum op koolstof. De twee resulterende verbindingen zijn dan elkaar spiegelbeeld. Dit is mogelijk omdat de vier bindingen in een koolstofatoom naar de hoekpunten van een denkbeeldige tetraëder wijzen, zoals de Nederlander Van 't Hoff rond 1873 voor het eerst veronderstelde.

### Wijnsteenzuur
De twee vormen van wijnsteenzuur hebben uiteraard dezelfde molecuulformule, maar verschillende eigenschappen. Het zijn dus twee verschillende stoffen met dezelfde bruto- en molecuulformule, dus zijn het isomeren, zelfs stereo-isomeren.
Het feit dat de twee vormen van wijnsteenzuur kristallen vormen die elkaars spiegelbeeld zijn leidde tot de naam spiegelbeeldisomerie voor het verschijnsel, maar dat was eigenlijk ook het enige echte verschil tussen de twee vormen van het zuur. Smeltpunt, oplosbaarheid, dichtheid, elke chemische of fysische eigenschap van de twee soorten was hetzelfde. Tot nu toe is maar één fysisch verschil tussen de twee vormen bekend: het polarisatievlak van gepolariseerd licht wordt evenveel, maar naar verschillende kanten gedraaid.
Vanwege dit effect op gepolariseerd licht wordt ook gesproken van optische isomeren.
In de biologie is het verschil tussen de twee vormen meer uitgesproken. Voor de wijnsteenzuur-moleculen geldt dat de ene vorm wel en de andere niet door bacteriën als voedselbron gebruikt kan worden. Bovendien vertonen ook aminozuren het verschijnsel. Ook stoffen die opgebouwd zijn uit aminozuren (enzymen) zijn dus gevoelig voor "linkse" of "rechtse" moleculen. Het gevolg is dat als stereo-isomerie mogelijk is in biologische moleculen er doorgaans slechts één vorm in de natuur gevonden wordt óf dat de twee isomeren totaal verschillende biologische effecten hebben. Een bekend voorbeeld van dat laatste is het softenondrama.

## Stereo-isomerie in relatie met de moleculestructuur
Naast de stereo-isomeren die ontstaan door de interne structuur van het koolstofatoom kunnen ook stereo-isomeren ontstaan door de bouw van het molecule.

### Cyclische verbindingen
In cyclische verbindingen, bijvoorbeeld cyclopropaan, is het niet mogelijk de koolstofatomen te draaien rond hun bindingen zonder het molecule in een andere vorm te brengen. Als de koolstofatomen in een cyclopropaanmolecule plat neergelegd worden, ontstaat een gelijkzijdige driehoek. De waterstofatomen zullen een klein beetje naar beneden, of juist naar boven wijzen. Als waterstofatomen vervangen worden door andere groepen, dan zullen die dus ook óf aan de onderzijde óf aan de bovenzijde van het molecule zitten. 1,2-dichloorcylopropaan zal dus in twee vormen bestaan: de twee chlooratomen zitten aan dezelfde zijde van de ring, of juist aan verschillende zijden.

### Cumulenen
In cumulenen zijn twee dubbele bindingen in de koolstofketen direct naast elkaar aanwezig. In tegenstelling tot de enkele dubbele binding waarbij alle atomen van en direct aan de dubbele binding in een plat vlak liggen, staan de vlakken van de bindingen van de eindstandige atomen loodrecht op elkaar. Er is een uitgerekte tetraëder ontstaan, en de cumulenen vertonen dezelfde soort stereo-isomerie als enkele koolstofatomen.

### Bifenylen
In bifenylen (twee met één binding aan elkaar gekoppelde benzeenringen) is de centrale binding een enkele binding en in principe vrij draaibaar. Zolang de 2- en de 6-posities van beide ringen waterstof bevatten is dat ook zo. Worden deze waterstofatomen vervangen door atomen die meer ruimte innemen, broom of chloor bijvoorbeeld, dan kunnen de twee delen van het molecule niet meer langs elkaar draaien en verstart het molecule in twee loodrecht op elkaar staande ringen, waarin weer een tetraëder te herkennen is.

## Anorganische chemie
Ook in de anorganische chemie komen voorbeelden voor van stereo-isomeren. De achtergrond is ook hier de richting waarin vooral coördinatiebindingen rond metaalatomen gericht zijn. Veel metaalatomen kunnen 4 of 6 coördinatiebindingen vormen. De middens van de vlakken van de kubus waar het metaalatoom midden in zit, geven de richtingen van de bindingen. Cisplatine is een voorbeeld, waarbij de chloride- en ammoniakliganden direct naast elkaar zitten. Een andere structuur is die waarbij de twee chloride-ionen en ook de twee ammoniak-moleculen tegenover elkaar zitten. Van tetramminedichlorokobalt(III)chloride zijn twee isomeren bekend. Een waarbij de twee chlooratomen tegenover elkaar aan het kobaltion gekoppeld zijn, en één waarbij ze naast elkaar zitten.